# LK I
L'LK I, abbreviazione della dicitura completa Leichter Kampfwagen I, è stato un carro armato leggero dell'Impero tedesco, progettato tra il 1917 e il 1918.
Si trattò di un veicolo ideato in autonomia dall'ingegner Joseph Vollmer contro le disposizioni dell'Oberste Heeresleitung (OHL): presentava una torretta girevole equipaggiata con una mitragliatrice leggera lMG 08/15 da 7,92 mm, un treno di rotolamento convenzionale e non avvolgente con sospensioni a molle elicoidali, un equipaggio di tre uomini; il motore da circa 55 hp e il telaio era d'origine automobilistica. Dopo un iniziale rifiuto, l'OHL concesse la produzione di un prototipo che riscosse notevole successo tra marzo e giugno 1918, al punto che si preferì procedere direttamente con il successore LK II già in avanzato sviluppo. L'LK I fu pertanto messo da parte, ma non è noto cosa ne avvenne.

## Storia

### Sviluppo
Nella primavera 1917 l'ingegner Joseph Vollmer, a capo del cosiddetto Allgemeine Kriegsdepartement 7, Abteilung Verkehrwesen ("Dipartimento generale della guerra 7, sezione trasporti") che si occupava della progettazione di carri armati per l'Esercito imperiale tedesco, ritenne che non ci fossero margini di miglioramento per l'impacciato mezzo d'assalto A7V e, pertanto, si convinse che fosse necessario mettere allo studio un carro armato leggero: questa decisione provocò notevole attrito con l'alto comando (OHL) che, al contrario, premeva per realizzare una specie di grande fortezza semovente. L'ingegnere si mise all'opera di propria iniziativa e nel settembre 1917 trovò l'appoggio del colonnello Hermann Meyer, capo dell'Ufficio trasporti motorizzati (Chefkraft); fu inoltre influenzato dalle prime informazioni filtrate a proposito del Medium Mark A Whippet, un corazzato britannico ben diverso dai lenti e più grandi Mark I e Mark IV, caratterizzato da armamento su mitragliatrici e una notevole velocità per l'epoca.
Con il nuovo progetto di piccolo veicolo da combattimento, Vollmer dette la priorità alla facilità di produzione: decise che si sarebbero sfruttati telai e motori automobilistici, mantenendo il propulsore in posizione anteriore. L'area posteriore fu organizzata in un vano di guida sormontato da una torretta girevole, collocata un poco più indietro e dotata di una mitragliatrice. L'OHL venne a sapere di questo progetto, ma non mostrò alcun interesse fino alla battaglia di Cambrai del novembre 1917, segnata dal massiccio utilizzo di mezzi corazzati britannici che ebbero notevole successo tattico: solo allora lo stato maggiore tedesco riconobbe che il carro armato avrebbe rivestito un ruolo importante nelle offensive dell'Intesa nel 1918 e, perciò, dette nuovo impulso all'ideazione di veicoli cingolati. Meyer e Vollmer ne approfittarono per riproporre, il 29 dicembre, la fabbricazione in massa di carri armati leggeri; in particolare, il colonnello prospettò il collaudo di un prototipo per il gennaio 1918 e la produzione di 500-600 unità dal marzo successivo. Per ribadire l'importanza del piano, sottolineò che la Francia stava a sua volta mettendo a punto un carro armato leggero facilmente riproducibile in grandi numeri – il futuro Renault FT. L'OHL fu messo al corrente delle specifiche tecniche del progetto detto Leichter Kampfwagen (Bauart Vollmer) ("veicolo da combattimento leggero versione Vollmer", abbreviato in LK) e pose il proprio divieto il 17 gennaio 1918, perché ritenne la corazzatura di 8 mm insufficiente a garantire la sopravvivenza del carro anche contro le normali armi della fanteria avversaria, dotata di proiettili con anima in acciaio. Al contempo destinò più fondi e risorse nella ricerca di carri armati pesanti.
Il colonnello Meyer non protestò per queste decisioni, ma il 20 gennaio emanò una serie di disposizioni per l'Ufficio trasporti motorizzati: nessuna commessa per veicoli tipo LK, completare il prima possibile alcuni prototipi, studiare un espediente per rendere la corazzatura dell'LK resistente ai proiettili con anima indurita. Il compromesso fu alla fine accettato dalle alte sfere militari e anche da Vollmer che, anzi, poté proseguire a progettare un altro modello di carro leggero, designato LK II: il predecessore, perciò, ebbe in primavera la denominazione retroattiva di "Leichte Kampfwagen I" o LK I.

### Produzione e destino finale
Il primo LK I da collaudo fu pronto nella prima metà del marzo 1918, sebbene le fonti consultate non indichino la o le ditte che lo assemblarono. Le prove avvennero probabilmente a Marienfelde, vicino a Berlino, in un primo momento senza la corazzatura: il carro toccò i 18 km/h, ma emersero problemi con i cingoli da 140 mm, troppo sottili. Vollmer e la commissione militare dovettero attendere il 20 aprile per riprendere i test, quando nuovi cingoli da 250 mm e le parti corazzate furono installate. Il 13 giugno 1918 si volse una conferenza a Essen tra Vollmer, rappresentanti del comitato A7V, delegati della Krupp e il tenente colonnello Max Bauer: in qualità di capo della sezione II dell'Ufficio operazioni dell'alto comando controllava la distribuzione di materie prime e, d'altro canto, aveva legami personali con molti dirigenti della Krupp. Il prototipo dell'LK I fece una dimostrazione sul terreno prove dell'azienda, durante la quale fu valutato anche l'armamento. La bontà del progetto fu confermata, ma il 23 giugno si preferì passare subito all'LK II, ritenuto più adatto a montare un cannone da 57 mm a fuoco rapido: sin dalla seconda battaglia di Villers-Bretonneux, durante la quale era avvenuto il primo combattimento tra carri armati, era diventata opinione comune che i veicoli blindati equipaggiati con sole mitragliatrici non avrebbero avuto possibilità sul campo.
Solo una fonte afferma che fu inoltrata una commessa per 800 esemplari di LK I. Le fonti non riportano cosa accadde al prototipo.

## Tecnica
Il Leichter Kampfwagen I aveva dimensioni 5,08 × 1,95 metri, con un'altezza di 2,52 metri; il peso a vuoto era di 6,35/6,89 tonnellate, che saliva a 8 tonnellate con equipaggio, carburante e munizioni. Poteva superare pendenze di 45°.
Il treno di rotolamento, per lato, era costituito da sette carrelli con quattro ruote ciascuno, vincolati a sospensioni rigide; la ruota motrice era collocata in fondo, più in basso rispetto alla ruota di rinvio anteriore. Non erano stati previsti rulli per guidare la corsa superiore dei cingoli da 250 mm, che scorrevano sulla parte superiore di un pannello corazzato a copertura delle sospensioni. Tale sistema era stato aggiunto al telaio automobilistico fornito dalla Daimler-Motoren-Gesellschaft, che mantenne il motore originale: un Daimler-Benz Otto modello 1910, a 4 cilindri, alimentato a benzina ed erogante 55-60 hp; era servito da due serbatoi per complessivi 140 litri di carburante. Garantiva un'autonomia di 70 chilometri e una velocità massima di 14 km/h, sebbene non si sappia su che tipo di superficie. Collocato nella sezione anteriore del telaio, il suo albero correva al di sotto della camera di combattimento fino al retro, dove furono sistemati trasmissione e cambio. Il raffreddamento del motore avveniva dal radiatore fissato alla prua dello scafo e protetto da sette nervature corazzate a persiana, mentre l'ispezione era possibile da tre portelli (uno superiore e due laterali).
Lo scafo aveva forma rettangolare con pareti verticali, a esclusione del retro e della lastra a persiana, che erano inclinate verso l'interno: la costruzione era rivettata e lo spessore della corazzatura su tutti i lati era di 8 mm, formata da piastre in acciaio temprato. L'armamento era rappresentato da una mitragliatrice leggera lMG 08/15 da 7,92 mm, ospitata in una torretta girevole che svettava dal comparto guida: era la prima volta che questa dotazione appariva su mezzi corazzati cingolati tedeschi. In essa trovavano posto il capocarro e il servente, che rimanevano in piedi, mentre il conducente sedeva poco più avanti e in basso su un proprio seggiolino: egli manovrava il veicolo con un volante, due leve direzionali con freni integrati e una pedaliera. L'accesso dell'equipaggio avveniva da due portelli rettangolari, ricavati nello scafo in corrispondenza della torretta, e da un portello circolare sul cielo della medesima. La visuale dell'esterno era mediocre, specie per il conducente che usufruiva soltanto di cinque sottili feritoie, ricavate in fila orizzontale su un portello a linguetta; largo quanto lo scafo, era schiudibile in due metà.